# Amore (Bocelli-Album)
Amore ist ein Album des italienischen Sängers Andrea Bocelli. Nach seiner Veröffentlichung am 31. Januar 2006 schaffte das Album bald den Sprung auf hohe Plätze in den internationalen Charts, wie etwa in den Niederlanden, aber auch in Italien konnte es sich hoch etablieren.
Parallel zum Album Amore erschien am 22. März 2006 das Album Amor, das gerade für den spanischsprachigen Markt bestimmt war, viele italienische Lieder von Amore wurden im spanischen Album von Bocelli auf Spanisch interpretiert.

## Entstehung
Bocelli sagte in einem Interview, er habe viele dieser Stücke vor Beginn seiner Karriere schon gespielt, in italienischen Bars während seiner Zeit als Student. Es sei ein sehr bewegendes Erlebnis (a very moving experience) für ihn gewesen, diese musikalische Welt wieder zu besuchen.

## Inhalt
Das Album enthält hauptsächlich italienische und spanische Titel, darunter befinden sich einige, die schon durch andere Interpreten in der Vergangenheit bekannt wurden, wie etwa Besame Mucho, von The Beatles und auch dem Tenor Plácido Domingo unter anderem.
Allgemein fällt das Album durch seine Sprachvielfalt auf, so sind neben spanischen und italienischen Liedern auch anderssprachige vorhanden, wie etwa das französische Lied Les Feuilles Mortes. Dieses sang er zusammen mit seiner Verlobten Veronica Berti, die ihn auch auf Konzerten begleitete, bei denen Bocelli sein Album vorstellte. Das Lied L'appuntamento, das durch die italienische Sängerin Ornella Vanoni schon einige Jahrzehnte zuvor bekannt wurde, weist einige Textpassagen auf Portugiesisch auf, darum auch der Untertitel Sentado à Beira do Caminho. Am Ende der italienischen Version des Albums interpretiert Bocelli dann Can't Help Falling in Love von Elvis Presley. Die auf dem Album enthaltene Version ist aus dem Konzert Amore - Under The Desert Sky aus Las Vegas entlehnt. Mit dem Lied Because We Believe trat Bocelli später dann in der US-amerikanischen Sendung American Idol auf.
Für das Album arbeitete Bocelli mit zahlreichen anderen Künstlern zusammen, mit namhaften wie etwa Christina Aguilera und Stevie Wonder. Mit Aguilera interpretierte er im Duett Somos Novios, das für das Album noch den Untertitel It's Impossible erhielt. Mit Wonder sang Bocelli Canzoni Stonate. Andere Musiker, wie Kenny G und Chris Botti, unterstützen Bocelli instrumental. Mit Kenny G interpretierte Bocelli später A te, das in seinem Best-of-Album 2007 erschien.
Auch für Amore bemühte Bocelli seine musikalischen Kollegen. So spielte Kenny G auch für das Lied Me Faltas, was die spanische Version von Mi Manchi ist. Auch bei Canción Desafinada erhielt Bocelli die musikalische Unterstützung Wonders. Das französische Lied Les Feuilles Mortes wurde durch seine spanische Version unter dem Titel Las Hojas Muertas ersetzt. Außerdem findet sich bei Amor ein weiteres Lied, Porque Tú Me Acostumbraste, das bei Amore kein Pendant findet.
Das Album wurde am 12. Januar 2010 erneut veröffentlicht, diesmal wurde das Lied Porque tú me acostumbraste ergänzt, das Bocelli schon zuvor auf Konzerten für Amore sang.

## Titelliste

### FürAmore
1. Amapola
2. Besame Mucho
3. Les Feuilles Mortes (mit Veronica Berti)
4. Mi Manchi (mit Kenny G)
5. Somos Novios (mit Christina Aguilera)
6. Canzoni Stonate (mit Stevie Wonder)
7. Solamente Una Vez
8. Jurame (mit Mario Reyes)
9. Pero Te Extraño
10. Momentos
11. L'appuntamento
12. Cuando Me Enamoro
13. Estate (mit Chris Botti)
14. Can't Help Falling in Love
15. Because We Believe

### FürAmor
1. Besame Mucho
2. Canción Desafinada (mit Stevie Wonder)
3. Solamente Una Vez
4. Somos Novios (mit Christina Aguilera)
5. Jurame (mit Mario Reyes)
6. Pero te Extraño
7. Las Hojas Muertas
8. Momentos
9. Me Faltas (mit Kenny G)
10. Cuando Me Enamoro
11. Porque Tú Me Acostumbraste
12. Amapola
13. Verano Estate (mit Chris Botti)
14. Nuestro Encuentro

## Kommerzieller Erfolg

### Chartplatzierungen
| ChartsChartplatzierungen       | Höchstplatzierung | Wochen |
| ------------------------------ | ----------------- | ------ |
| Deutschland (GfK)              | 23 (13 Wo.)       | 13     |
| Italien (FIMI)                 | 2 (49 Wo.)        | 49     |
| Österreich (Ö3)                | 4 (15 Wo.)        | 15     |
| Schweiz (IFPI)                 | 8 (16 Wo.)        | 16     |
| Vereinigte Staaten (Billboard) | 3 (59 Wo.)        | 59     |
| Vereinigtes Königreich (OCC)   | 4 (14 Wo.)        | 14     |

| ChartsJahrescharts (2006)      | Platzierung |
| ------------------------------ | ----------- |
| Italien (FIMI)                 | 25          |
| Österreich (Ö3)                | 59          |
| Vereinigte Staaten (Billboard) | 30          |
| Vereinigtes Königreich (OCC)   | 60          |

### Auszeichnungen für Musikverkäufe
Allein in den Vereinigten Staaten ließ sich das Album 1,66 Millionen Mal verkaufen, weltweit verkaufte sich das Album über drei Millionen Mal.
Amore

| Land/Region                  | Auszeichnungen für Musikverkäufe (Land/Region, Auszeichnung, Verkäufe) | Verkäufe  |
| ---------------------------- | ---------------------------------------------------------------------- | --------- |
| Australien (ARIA)            | Gold                                                                   | 35.000    |
| Brasilien (PMB)              | Platin                                                                 | 60.000    |
| Europa (IFPI)                | Platin                                                                 | 1.000.000 |
| Europa (Impala)              | 2× Platin                                                              | (800.000) |
| Finnland (IFPI)              | Platin                                                                 | (49.369)  |
| Irland (IRMA)                | Platin                                                                 | (15.000)  |
| Kanada (MC)                  | Platin                                                                 | 100.000   |
| Neuseeland (RMNZ)            | Gold                                                                   | 7.500     |
| Niederlande (NVPI)           | Platin                                                                 | (70.000)  |
| Norwegen (IFPI)              | Platin                                                                 | (30.000)  |
| Österreich (IFPI)            | Gold                                                                   | (20.000)  |
| Polen (ZPAV)                 | Platin                                                                 | (20.000)  |
| Portugal (AFP)               | Gold                                                                   | (10.000)  |
| Russland (NFPF)              | Platin                                                                 | (20.000)  |
| Schweiz (IFPI)               | Gold                                                                   | (15.000)  |
| Ungarn (MAHASZ)              | Platin                                                                 | (10.000)  |
| Vereinigte Staaten (RIAA)    | Platin                                                                 | 1.660.000 |
| Vereinigtes Königreich (BPI) | Platin                                                                 | (300.000) |
| Insgesamt                    | 5× Gold · 14× Platin ·                                                 | 2.862.500 |

Hauptartikel: Andrea Bocelli/Auszeichnungen für Musikverkäufe
Amor

| Land/Region               | Auszeichnungen für Musikverkäufe (Land/Region, Auszeichnung, Verkäufe) | Verkäufe |
| ------------------------- | ---------------------------------------------------------------------- | -------- |
| Argentinien (CAPIF)       | Platin                                                                 | 40.000   |
| Mexiko (AMPROFON)         | Platin                                                                 | 100.000  |
| Vereinigte Staaten (RIAA) | 2× Platin                                                              | 120.000  |
| Insgesamt                 | 4× Platin ·                                                            | 260.000  |

Hauptartikel: Andrea Bocelli/Auszeichnungen für Musikverkäufe